# خاویر اوروتیکوئچا
خاویر اوروتیکوئچا (انگلیسی: Javier Urruticoechea; ۱۷ فوریهٔ ۱۹۵۲ – ۲۴ مهٔ ۲۰۰۱) بازیکن فوتبال اهل اسپانیا بود.
از باشگاه‌هایی که در آن بازی کرده‌است می‌توان به باشگاه فوتبال بارسلونا، باشگاه فوتبال اسپانیول، و باشگاه فوتبال رئال سوسیداد اشاره کرد.
وی همچنین در تیم‌های ملی فوتبال زیر ۲۳ سال اسپانیا،اسپانیا، و باسک بازی کرده‌است.